# Enscepastra longirostris
Enscepastra longirostris är en fjärilsart som beskrevs av Edward Meyrick 1926. Enscepastra longirostris ingår i släktet Enscepastra och familjen säckmalar. Inga underarter finns listade i Catalogue of Life.